# Friedrich Bursch

Relief Trauernde Mutter mit Kind am Hamburger Ehrenmal

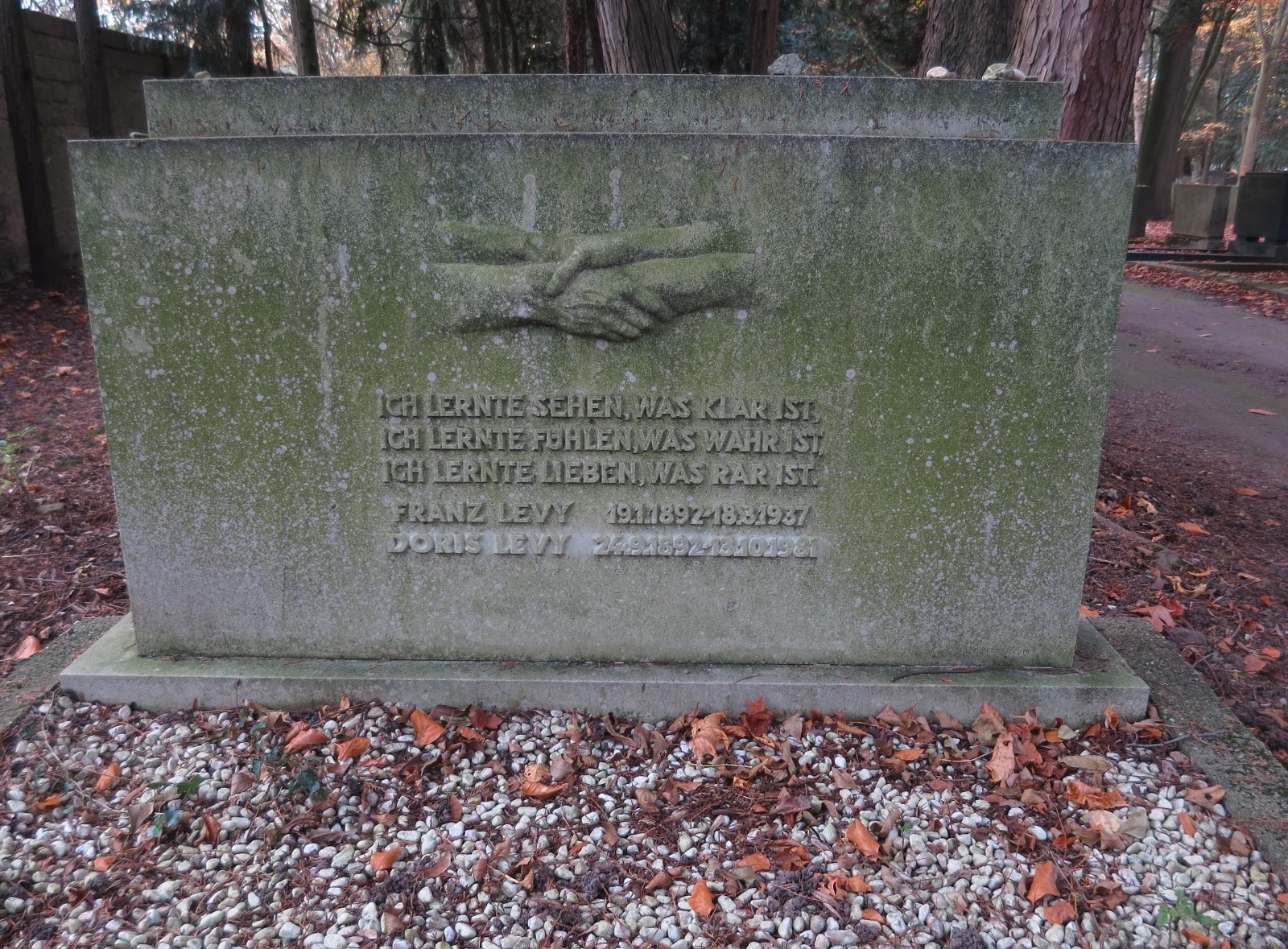
Grabmal Franz und Doris Levy

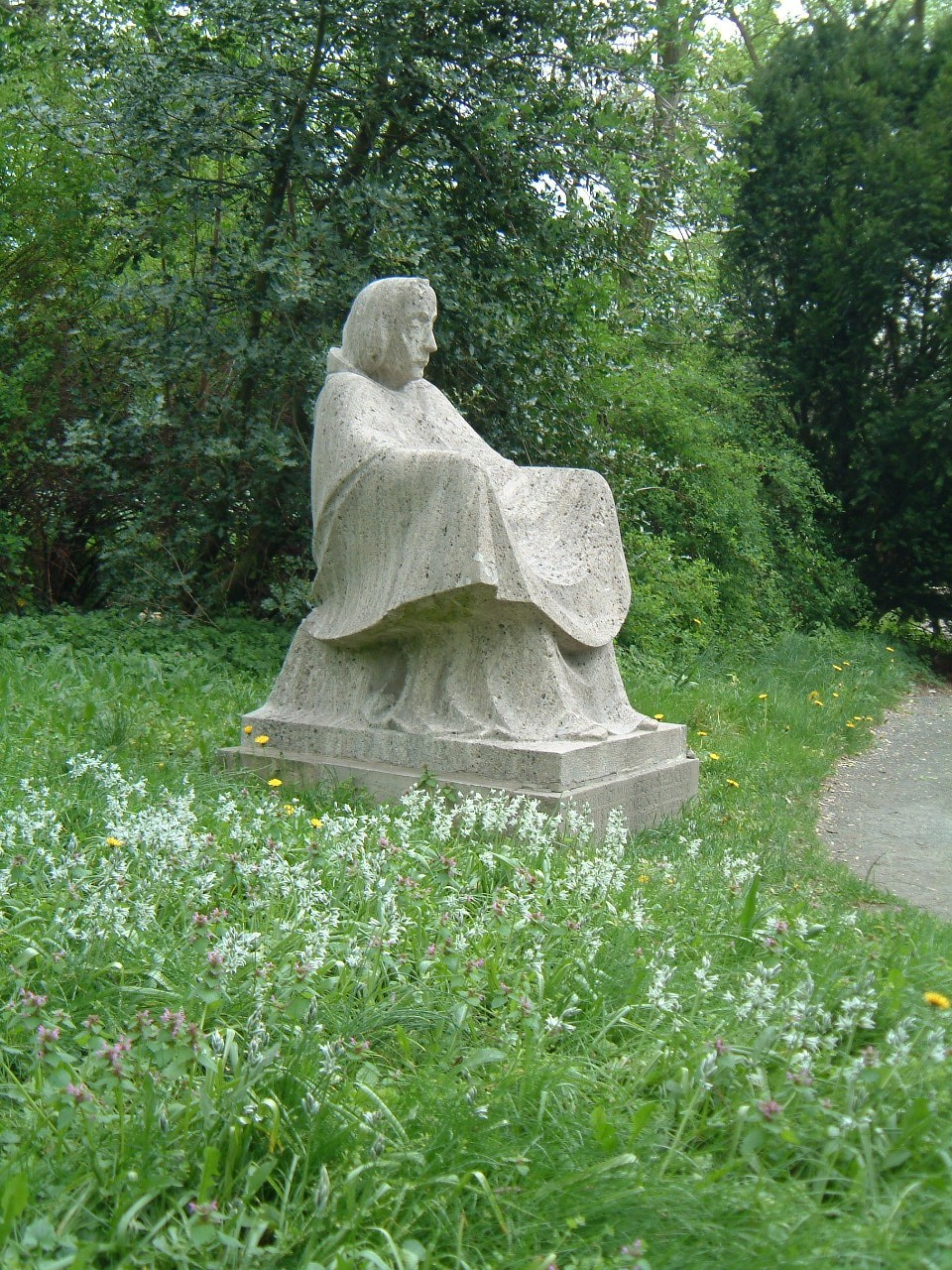
Mutter Erde, Güstrow

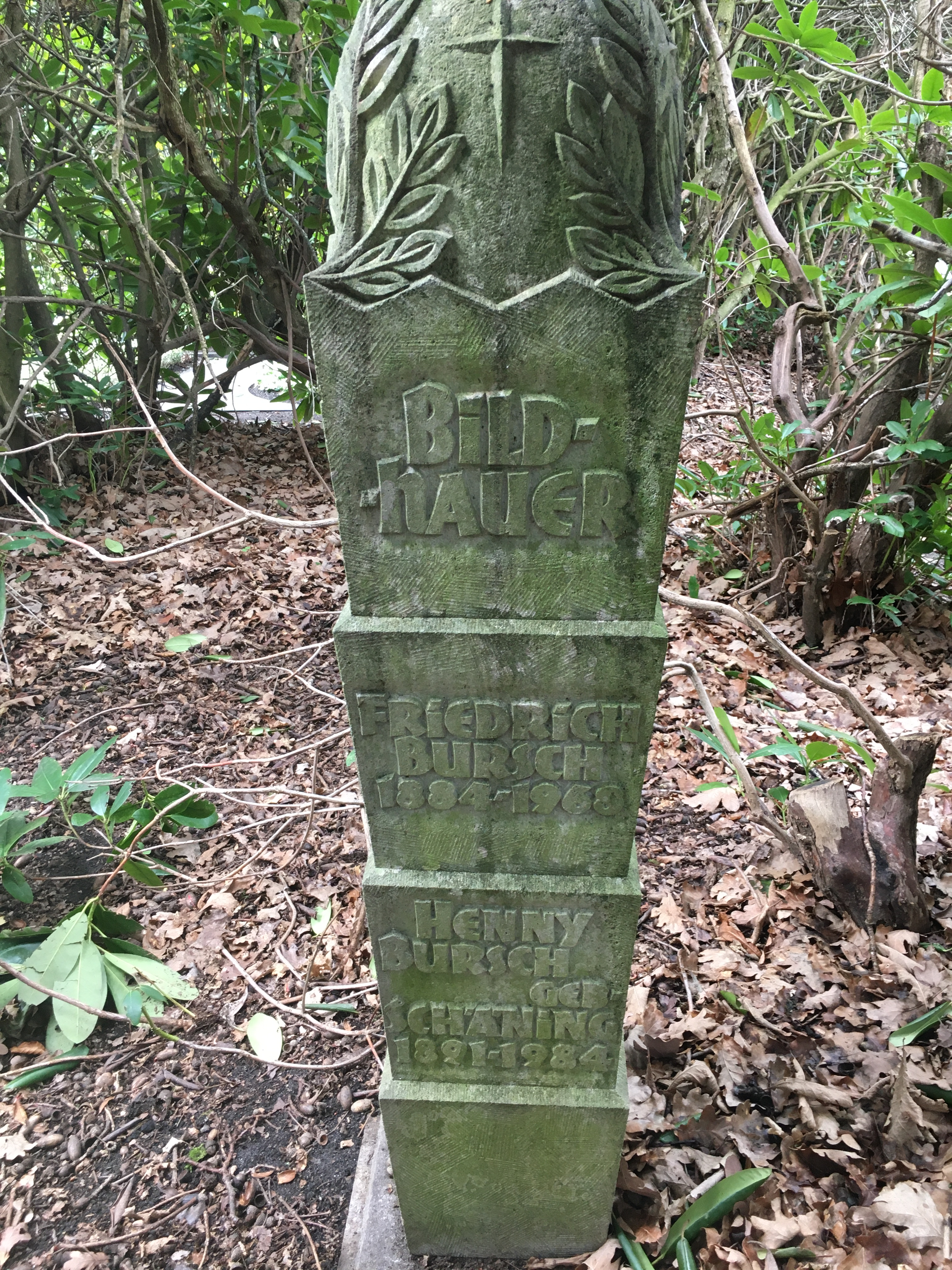
Grabstätte der Eheleute Bursch im Planquadrat S 18 auf dem Friedhof Ohlsdorf

Friedrich Wilhelm Bursch (* 5. August 1884 in Weißwasser; † 20. Januar 1968 in Hamburg) war ein deutscher Bildhauer.

## Leben
Bursch eröffnete in Hamburg neben seinem Steinmetzbetrieb an der Süderstraße 107 im Jahr 1940 ein Atelier am Ohlsdorfer Bahnhof, das durch Bombardierung im Zweiten Weltkrieg zerstört wurde. Sein bekanntestes Werk ist das Hamburger Ehrenmal („Denkmal für die Gefallenen beider Weltkriege“), an der Treppe zur Kleinen Alster neben dem Hamburger Rathausmarkt. Bursch fertigte das Ehrenmal erstmals 1931–32. Das Relief von Ernst Barlach wurde im Maßstab 1:3 von Friedrich Bursch auf der Rückseite des Monuments in den Kalkstein übertragen. Die ursprüngliche Arbeit mit dem Relief von Barlach wurde bei der Einweihung im Sommer 1931 kritisiert, wonach es Trauer und Schmerz zu deutlich zeige. 1938 wurde es durch die Nationalsozialisten zerstört und erst nach dem Krieg 1949 durch Bursch rekonstruiert. Es wurde umgewidmet und erinnert seitdem an die Opfer beider Weltkriege.
Seine Frau Henny Bursch, geb. Schäning, (1891–1984) eine Bildhauerin, wurde durch verschiedene Entwürfe von kubischen Stelen bekannt. Beide ruhen auf dem Friedhof Ohlsdorf.

## Werke (Auswahl)
- Hamburger Ehrenmal (Hauptwerk)
- Grabmal des Ehepaares Franz und Doris Levy auf dem Jüdischen Friedhof Bocklemünd, 1938. Auftragsarbeit für Käthe Kollwitz. Ihr Gipsrelief wurde von Bursch in den Stein übertragen.
- Grabmal Mutter Erde, Auftragsarbeit nach einem Model von Ernst Barlach, 1921. Das Grabmal stand zunächst ab 1921 auf dem Hauptfriedhof Stettin. Im Jahr 1963 wurde es wiederentdeckt und 1967 nach Güstrow überführt.[1] In Stettin befindet sich seit 2011 eine Kopie von Monika Szpener.
- Büste des Hamburger Steinmetzes Johann Reimer, 1931, aufgestellt im Treppenhaus des Kammergebäudes der Handwerkskammer Hamburg am Holstenwall 12